# Jagersfontein
Jagersfontein este un oraș din Provincia Free State, Africa de Sud.